# Prosoplus affinis
Prosoplus affinis là một loài bọ cánh cứng trong họ Cerambycidae.